# Saint-Hilaire (Aude)
Saint-Hilaire en francés y oficialmente, Sant Ilari en occitano, es una localidad  y comuna francesa, situada en el departamento del Aude en la región de Languedoc-Roussillon, cruzada por el río Lauquet, a medio camino entre Limoux y Carcasona, en la región del Carcassès.
Es el lugar de origen del vino blanco espumoso con AOC, el Blanquette de Limoux.
A sus habitantes se les conoce por el gentilicio Saint-Hilairois.

## Demografía
| 730 | 751 | 687 | 595 | 653 | 699 |
| Para los censos de 1962 a 1999 la población legal corresponde a la población sin duplicidades (Fuente: INSEE [Consultar]) |     |     |     |     |     |

(Población sans doubles comptes según la metodología del INSEE).

## Lugares de interés
- Abadía de Saint-Hilaire, antigua abadía benedictina fortificada, fundada en el siglo VIII.